# 早坂未紀
早坂 未紀（はやさか みき、1955年 - ）は、日本の漫画家、同人作家。富山県出身。男性。

## 経歴等
高校時代に美大を目指すも全滅する。その後は千代田デザイナー学院に入学し、学校のクラスメイトの影響で同人活動を始めるが、学校は中退。
和田慎二や村上もとかなどのアシスタントを経て、1982年、徳間書店『リュウ』にて漫画家デビュー。同じく徳間書店の美少女漫画誌『プチアップルパイ』などにも参加し、同時期に同誌で活躍したかがみあきらやあさりよしとお等とともに、1980年代前半を代表するSF美少女漫画家として知られる。
吾妻ひでおの「ハイパードール」では、同じ秋田書店の『マイアニメ』で読者投稿コーナーを担当していたことから、同コーナーで使用していた早坂えむの名義でたびたび登場している。
1980年代末には引退し、故郷の富山県にてサラリーマンになったと言う。アシスタントに漫画家の早坂みけ（現映画評論家・イラストレーターの三留まゆみ）がいた。

## 代表作
- レディス・アン（徳間書店アニメージュコミックス）
- 「麻衣子」シリーズ（東京三世社マイコミックス）

「麻衣子」シリーズは「麻衣子MIX」、「麻衣子!」1 - 3巻および「麻衣子!ファイナル・ラン」の全5作。このうち「麻衣子!」第1巻は先に刊行された「麻衣子MIX」の再編集版。なお、「麻衣子MIX」のタイトルは、東京三世社「マイコミックス」に因んでいる。